# 特瑞新達企業
特瑞新達企業（Tracinda）是一家私人的投資企業，為名富豪柯克·科克萊恩所擁有，公司的名稱即是以科克萊恩的兩位女兒 Tracy 和 Linda 命名。
特瑞新達企業主要的投資包括通用汽車約10%的持股以及米高梅金殿的多數持股。目前特瑞新達企業的總部位於比佛利山莊的名店街羅迪歐大道。